# Меттерних-Виннебург, Карл Генрих фон

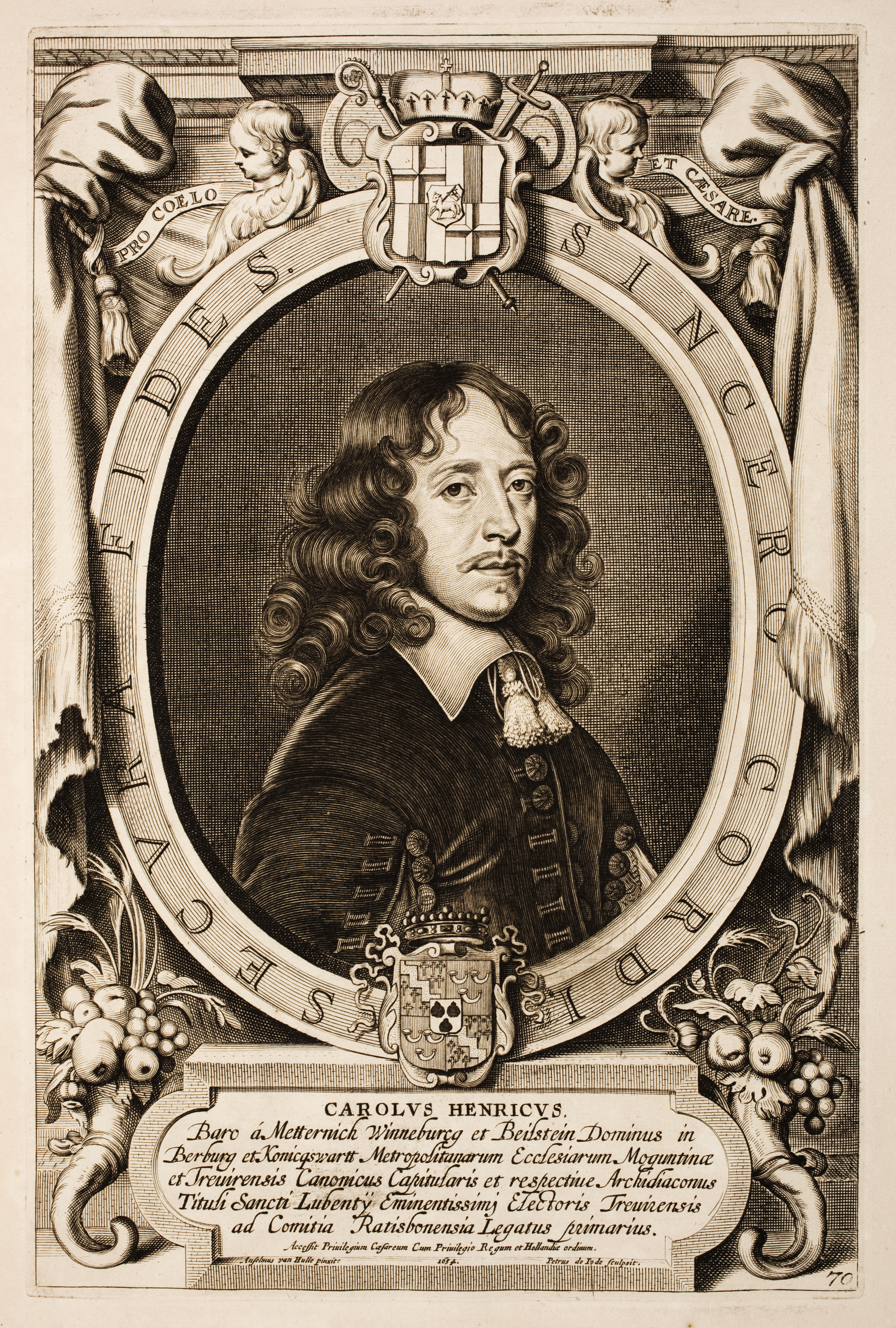
Карл Генрих фон Меттерних-Виннебург

Карл Генрих фон Меттерних-Виннебург (нем. Karl Heinrich von Metternich-Winneburg; 15 июня 1622, Кобленц — 28 сентября 1679, Ашаффенбург) — германский государственный и церковный деятель, курфюрст и архиепископ Майнца, фактический имперский князь Майнцского курфюршества с января по сентябрь 1679 года. Князь—епископ Вормсский с 25 января по 26 сентября 1679 года.

## Биография
Представитель немецко-австрийского дворянского рода Меттернихов. Сын члена Императорского военного совета, виконта Вильгельма Меттерних-Виннебурга. В 1647 году вместе с семьей попал в шведский плен, откуда они были выпущены, заплатив большой выкуп.
Получил прекрасное образование. Рукоположен в священники в Майнце в 1655 году.
С 1664 до 1666 года был ректором в Майнцского университета. В 1674 году он стал каноником кафедрального собора в Майнце.
9 января 1679 на церковном соборе был избран архиепископом Майнца, и 25 января 1679 года — епископом Вормса, таким образом, продолжив личную унию между архиепископством Майнца и Вормса, которая существовала с 1663 г.
За короткое время своего пребывания епископом двух епархий, с целью улучшения уровня государственного образование в Майнце, успел вызвать из Люксембурга группу монашек-педагогов августинского ордена. Монахини, однако, прибыли только после его смерти. Обосновавшись в Майнце, августинцы, построили монастырь и церковь.
Умер Карл Генрих фон Меттерних-Виннебург 28 сентября 1679 года. Булла папы римского Иннокентия XI, подтверждающая избрание его архиепископом, пришла уже после его смерти.
Похоронен в Майнцком соборе.